# Anodička oksidacija
Anodička oksidacija  ili anodizacija proces je u kojem se elektrokemijskim putem podebljava prirodan oksidni sloj na metalnim predmetima. Najčešće se vrši na aluminiju (eloksiranje), titanu, niobiju, tantalu, magneziju te cinku i nehrđajućem čeliku. U slučaju aluminija se dobiveni sloj može i obojiti organskim bojama ili anorganskim pigmentima, no postoje i procesi kod kojih boje nastaju već za vrijeme oksidacije.U slučaju titanija, niobija,tantala i nehrđajućeg čelika radi se o interferencijskim bojama,za razliku od aluminija gdje se oksidni sloj oboji posebnim bojiteljima.

## Povijest
Prvi su postupci za anodičku oksidaciju aluminija razvijeni dvadesetih   godina prošlog stoljeća ( 1923. Bengough - Stuart postupak koji koristi kromnu kiselinu,1923. japanski postupak koji koristi oksalnu kiselinu ,1927. Gower i O Brienov postupak koji koristi sumpornu kiselinu ).

## Vanjske poveznice
- What is anodizing  Arhivirana inačica izvorne stranice od 14. listopada 2013. (Wayback Machine)